# Кубок обладателей кубков ЕКВ среди женщин 1994/1995
23-й розыгрыш Кубка обладателей кубков ЕКВ среди женщин проходил с 5 ноября 1994 по 5 марта 1995 года с участием 27 клубных команд стран-членов Европейской конфедерации волейбола. Победителем стала итальянская команда «Антезис» (Модена).

## Команды-участницы
| Страна               | Команда                           |
| -------------------- | --------------------------------- |
| Албания              | «Динамо» (Тирана)                 |
| Беларусь             | «Гомельдрев» (Гомель)             |
| Бельгия              | «Керхер» (Херенталс)              |
| Болгария             | «Левски» (София)                  |
| Босния и Герцеговина | «Ревеус» (Лукавац)                |
| Венгрия              | «Вашаш» (Будапешт)                |
| Германия             | «УСК Мюнстер» (Мюнстер)           |
| Греция               | «Панатинаикос» (Афины)            |
| Израиль              | «Хапоэль» (Эмек-Хефер)            |
| Испания              | «Алькоркон» (Алькоркон)           |
| Италия               | «Бруммель» (Анкона)               |
| Италия               | «Антезис» (Модена)                |
| Латвия               | «Инкоми» (Рига)                   |
| Люксембург           | «ЖИМ Воллей Боннвуа» (Люксембург) |
| Македония            | «Работнички» (Скопье)             |
| Нидерланды           | «Бондюэль» (Вюгт)                 |
| Польша               | «БКС Сталь» (Бельско-Бяла)        |
| Португалия           | «Боавишта» (Порту)                |
| Россия               | ЦСКА (Москва)                     |
| Румыния              | «Петродава» (Пьятра-Нямц)         |
| Словакия             | «Спаса» (Жилина)                  |
| Турция               | «Эмлякбанк» (Анкара)              |
| Украина              | «Динамо-Джинестра» (Одесса)       |
| Франция              | «Стелла» (Кале)                   |
| Хорватия             | «Риека» (Риека)                   |
| Чехия                | «Кралово Поле» (Брно)             |
| Швейцария            | РТВ (Базель)                      |

## Система проведения розыгрыша
В турнире принимают участие команды 26 стран-членов ЕКВ (26 представителей национальных чемпионатов или Кубков своих стран и итальянский «Бруммель» (Анкона) в качестве победителя предыдущего розыгрыша). Во всех стадиях турнира применяется система плей-офф, то есть команды делятся на пары и проводят между собой по два матча с разъездами. Победителем пары выходит команда, одержавшая две победы. В случае равенства побед победителем становится команда, имеющая лучшее соотношение партий по сумме обоих матчей. В случае равенства и этого показателя в дальнейшую стадию плей-офф выходит команда, имеющая лучшее соотношение игровых очков по сумме матчей.
В двух первых раундах плей-офф приняли участие 19 команд. 8 победителей пар 2-го раунда выходят в 1/8 финала, где к ним присоединяются 8 команд, освобождённых от участия в стартовых раундах. 
8 команд-участниц четвертьфинала плей-офф определяют четырёх участников финального этапа.
Финальный этап проводится в формате «финала четырёх» — полуфинал и два финала (за 3-е и 1-е места).

## 1-й раунд
ноябрь 1994
 «Спаса» (Жилина) —  «Работнички» (Скопье)  
12 ноября. 0:3 (15:0, 15:6, 15:4).
13 ноября. 0:3 (15:3, 15:2, 15:0). Оба матча прошли в Жилине.
 «Керхер» (Херенталс) —  РТВ (Базель)
6 ноября. 1:3 (11:15, 16:14, 10:15, 9:15).
13 ноября. 0:3 (5:15, 16:17, 12:15).
 «Кралово Поле» (Брно) —  «Панатинаикос» (Афины)
5 ноября. 0:3 (2:15, 2:15, 13:15).
12 ноября. 3:1 (15:7, 5:15, 15:11, 15:6).

## 2-й раунд
декабрь 1994
 «Алькоркон» —  «Инкоми» (Рига)
4 декабря. 3:1 (15:8, 11:15, 15:12, 15:6).
6 декабря. 3:0 (15:9, 15:4, 15:10).
 ЦСКА (Москва) —  «Динамо» (Тирана)
8 декабря. 3:0 (15:13, 15:3, 15:7).
10 декабря. 3:0 (15:9, 15:3, 15:8).
 «Спаса» (Жилина) —  «Антезис» (Модена)
10 декабря. 0:3 (3:15, 10:15, 3:15).
11 декабря. 2:3 (10:15, 15:10, 16:14, 10:15, 7:15).
 «Эмлякбанк» (Анкара) —  «Гомельдрев» (Гомель)
2 декабря. 3:0 (15:3, 15:9, 15:8).
4 декабря. 3:1 (15:9, 9:15, 15:1, 15:10).
 РТВ (Базель) —  «ЖИМ Воллей Боннвуа» (Люксембург)
4 декабря. 3:0 (15:0, 15:2, 15:1).
10 декабря. 3:0 (15:3, 15:1, 15:6).
 «Риека» —  «Хапоэль» (Эмек-Хефер)
3 декабря. 3:1 (15:5, 12:15, 15:8, 15:0).
10 декабря. 3:2 (14:16, 15:3, 15:7, 5:15, 15:9).
 «Боавишта» (Порту) —  «Панатинаикос» (Афины)
4 декабря. 0:3 (11:15, 6:15, 11:15).
11 декабря. 0:3 (1:15, 12:15, 5:15).
 «Петродава» (Пьятра-Нямц) —  «Ревеус» (Лукавац)
10 декабря. 3:0 (15:5, 15:1, 15:7).
11 декабря. 3:0 (15:4, 15:6, 15:1).
От участия в двух первых раундах освобождены:
| «Левски» (София) «Вашаш» (Будапешт) «УСК Мюнстер» «Бруммель» (Анкона) | «Бондюэль» (Вюгт) «БКС Сталь» (Бельско-Бяла) «Динамо-Джинестра» (Одесса) «Стелла» (Кале) |

## 1/8 финала
январь 1995
 «БКС Сталь» (Бельско-Бяла) —  «Панатинаикос» (Афины)
11 января. 2:3 (15:9, 15:12, 11:15, 12:15, 10:15).
18 января. 1:3 (13:15, 11:15, 15:11, 13:15).
 «Вашаш» (Будапешт) —  «Алькоркон»
10 января. 3:0 (15:10, 15:8, 15:11).
12 января. 2:3 (10:15, 15:13, 5:15, 15:9, 13:15).
 «Эмлякбанк» (Анкара) —  «Левски» (София)
11 января. 3:0 (15:4, 15:13, 15:3).
18 января. 3:1 (15:6, 15:11, 13:15, 15:12).
 ЦСКА (Москва) —  «УСК Мюнстер»
11 января. 3:1 (15:4, 8:15, 17:15, 15:11).
18 января. 0:3 (11:15, 7:15, 2:15).
 «Бруммель» (Анкона) —  РТВ (Базель)
11 января. 3:0 (15:8, 15:6, 15:3).
18 января. 3:1 (15:10, 14:16, 15:6, 15:10).
 «Бондюэль» (Вюгт) —  «Петродава» (Пьятра-Нямц)
11 января. 3:0 (15:5, 15:4, 16:14).
18 января. 1:3 (15:12, 16:17, 2:15, 10:15).
 «Риека» —  «Динамо-Джинестра» (Одесса)
11 января. 3:0 (15:10, 15:9, 15:5).
18 января. 1:3 (9:15, 16:14, 12:15, 11:15).
 «Антезис» (Модена) —  «Стелла» (Кале)
11 января. 3:0 (15:3, 15:7, 17:15).
18 января. 2:3 (15:11, 15:6, 9:15, 13:15, 10:15).

## Четвертьфинал
февраль 1995
 «Панатинаикос» (Афины) —  «Вашаш» (Будапешт)
8 февраля. 3:0 (15:8, 15:9, 15:5).
14 февраля. 3:2 (8:15, 15:11, 15:4, 12:15, 15:5).
 «Эмлякбанк» (Анкара) —  «УСК Мюнстер»
8 февраля. 3:2 (15:13, 12:15, 15:12, 9:15, 15:12).
15 февраля. 1:3 (3:15, 10:15, 15:10, 9:15).
 «Бруммель» (Анкона) —  «Бондюэль» (Вюгт)
8 февраля. 3:0 (15:8, 15:9, 15:6).
15 февраля. 3:0 (15:9, 15:7, 15:13).
 «Риека» —  «Антезис» (Модена)
8 февраля. 1:3 (10:15, 15:10, 7:15, 12:15).
16 февраля. 0:3 (8:15, 12:15, 14:16).

## Финал четырёх
4—5 марта 1995.  Мюнстер.
Участники:
 «УСК Мюнстер» (Мюнстер)

 «Панатинаикос» (Афины)

 «Антезис» (Модена)

 «Бруммель» (Анкона)

### Полуфинал
4 марта
 «УСК Мюнстер» —  «Панатинаикос»
3:0 (15:2, 15:10, 15:3).
 «Антезис» —  «Бруммель»
3:2 (15:7, 15:7, 12:15, 11:15, 15:12).

### Матч за 3-е место
5 марта
 «Бруммель» —  «Панатинаикос»
3:0 (15:13, 15:7, 15:12).

### Финал
5 марта
 «Антезис» —  «УСК Мюнстер»
3:2 (15:6, 13:15, 14:16, 15:11, 15:7).

### Итоги

#### Положение команд
| «Антезис» (Модена)        |
| «УСК Мюнстер» (Мюнстер)   |
| «Бруммель» (Анкона)       |
| 4. «Панатинаикос» (Афины) |

#### Призёры
«Антезис» (Модена): Хенриэтте Версинг, Барбара Де Лука, Дарина Мифкова, Микела Монари, Габриэла Перес дель Солар, Марика Серафин, Франческа Серафини, Барбара Сичилиано, Элиза Тогут, Барбара Фонтанези. Главный тренер — Джорджо Барбьери.
  «УСК Мюнстер» (Мюнстер): Ульрике Швердтнер, Яна Фольмер, Анне-Катрин Шаде, Беате Бюхлер, Тоня Уильямс, Ариане Радфан, Тэн Сюлань, Майке Фридрихсен, Ульрике Копперс, ... Главный тренер — Аксель Бюринг.
  «Бруммель» (Анкона): Ана-Паула Манчино, Анна Бо, Франческа Ваннини, Мотоко Обаяси, Даниэла Бьямонте, Светлана Селезнёва, Тара Кросс-Бэттл, Кристина Фабьетти, Томоко Ёсихара, Эвелин Маринелли.